# Repetidora Kalthoff
A repetidora Kalthoff foi um tipo de arma de repetição projetada por membros da família Kalthoff por volta de 1630, e se tornou a primeira arma de fogo de repetição a ser trazida para o serviço militar.

## Visão geral
Sabe-se que pelo menos dezenove armeiros fizeram armas seguindo o projeto de Kalthoff'. Apenas algumas das primeiras armas Kalthoff eram acionadas pelo sistema "chave de roda" ("wheellock"), mas o restante foram todas usando o mecanismo de pederneira. A capacidade variava entre 5 e 30 disparos, dependendo do estilo dos carregadores. Um único movimento para frente e para trás do guarda-mato, que poderia ser feito em 1–2 segundos, preparava a arma para disparar. O calibre das armas Kalthoff geralmente variava entre 0,4 e 0,8 polegadas, embora também existam exemplares no calibre 0,3.

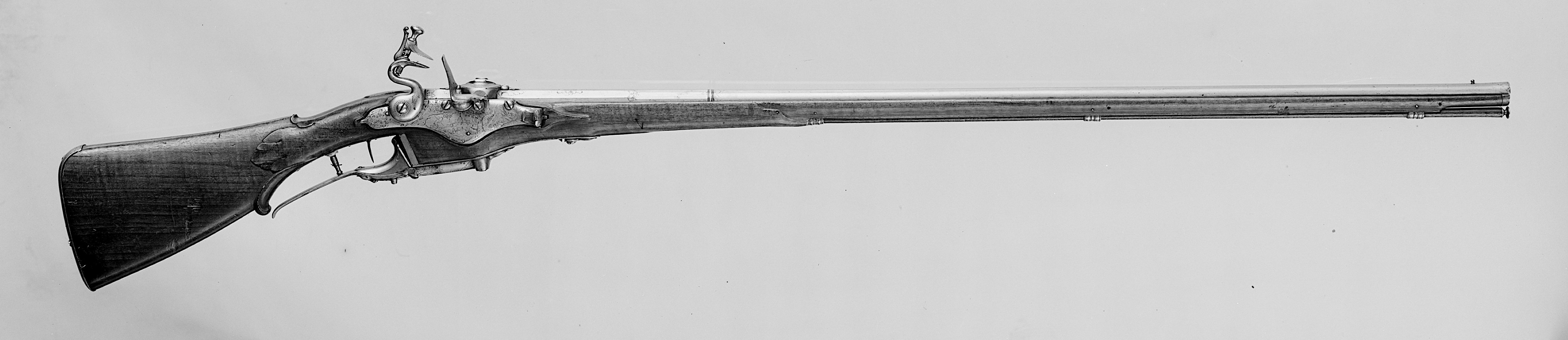
Outro exemplar de repetidora Kalthoff exposto em Livrustkammaren.

## Origem e produção
O sistema Kalthoff se originou com uma arma que foi fabricada em Solingen por um membro desconhecido da família Kalthoff por volta de 1630. Membros da família mais tarde se mudaram para outras áreas da Europa, incluindo Dinamarca, França, Holanda, Inglaterra e Rússia.

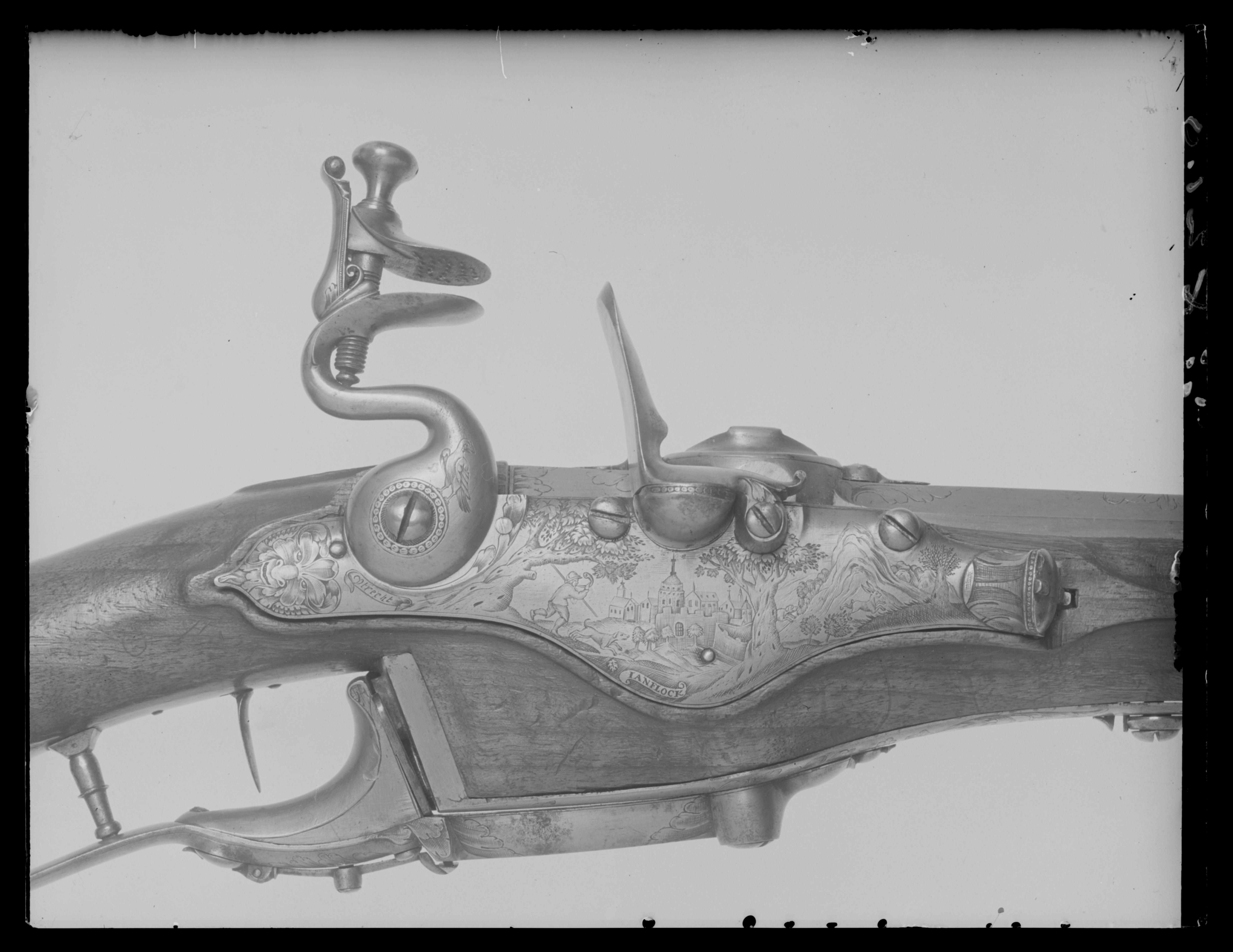
O mecanismo de ação de uma das pistolas cilíndricas de Jan Flock. Esta arma foi originalmente propriedade de Karl XI.

A primeira patente para o sistema Kalthoff foi emitida na França por Louis XIII para Guillaume Kalthoff em 1640. Esta patente especificava mosquetes e pistolas que eram capazes de disparar de 8 a 10 tiros com um único carregamento, mantendo o peso, comprimento e manuseio de uma arma de fogo padrão. Um ano depois, em 1641, Peter Kalthoff obteve uma patente holandesa para um rifle que podia disparar 29 tiros antes de recarregar. Essa patente não especificava o mecanismo pelo qual a arma funcionava, mas mencionava que ele seria capaz de aperfeiçoar o projeto em um ano. Mais tarde naquele ano, outra patente holandesa foi concedida a um indivíduo chamado Hendrick Bartmans. Esta patente especificava uma arma com cartuchos separados para pólvora e bala, uma capacidade de 30 tiros e um guarda-mato que poderia ser girado para recarregar a arma. Bartmans fez um rifle de revista seguindo sua patente por volta de 1642, que provavelmente usava um "snaplock", embora agora não esteja na arma. Em 1645, Peter Kalthoff fez um rifle no sistema "wheellock". Esta arma está gravada com o texto "Das Erste" (o primeiro). Ele fez outra arma de fogo de repetição em 1646, uma wheellock que funcionava quase da mesma forma que sua arma anterior. Esta arma carrega uma inscrição no cano bem na frente da culatra, que afirma uma capacidade de 30 tiros. Naquele ano ele também fez uma pederneira de repetição, que foi dada ao príncipe dinamarquês Frederik. A arma foi construída em Flensburg e foi a primeira arma de pederneira fabricada na Alemanha. A maioria dos repetidores feitos por Peter usa um guarda-mato arredondado e liso mantido no lugar por um gatilho traseiro. Repetidores feitos por Matthias Kalthoff, que também trabalhou na Dinamarca, têm um guarda-mato inicialmente reto com um ângulo reto formado pelo portador. Eles não têm um gatilho de liberação e usam uma haste reta para retenção da alavanca. As armas de Mathias carregam datas que variam de 1650 a 1679.
Em 1649, um par de pistolas de repetição feitas por um armeiro com o sobrenome Kalthoff foi relatado como tendo sido enviado ao Rei Frederik III. Duas pistolas usando o sistema Kalthoff estão guardadas no Museu Nacional da Dinamarca, mas não pode ser confirmado que essas sejam as pistolas mencionadas.
Na Alemanha, os repetidores de wheellock eram feitos por um indivíduo conhecido como 'Mestre de Gottorp' (que provavelmente era um armeiro chamado Heinrich Habrecht). Duas armas wheellock, feitas por volta de 1645 e 1650, respectivamente, são atribuídas a Habrecht. Essas armas usam um sistema de culatra diferente; a culatra é um quarto cilíndrica e gira em um eixo paralelo ao furo. Esta culatra tinha uma ou duas câmaras. Uma arma posterior, do fabricante de armas holandês Alexander Hartingk, usa uma culatra semelhante. Esta arma foi feita por volta de 1670 para Karl XI. A arma de Hartingk usa um segundo estojo de pólvora que fica à direita do cano e abastece a caçoleta.

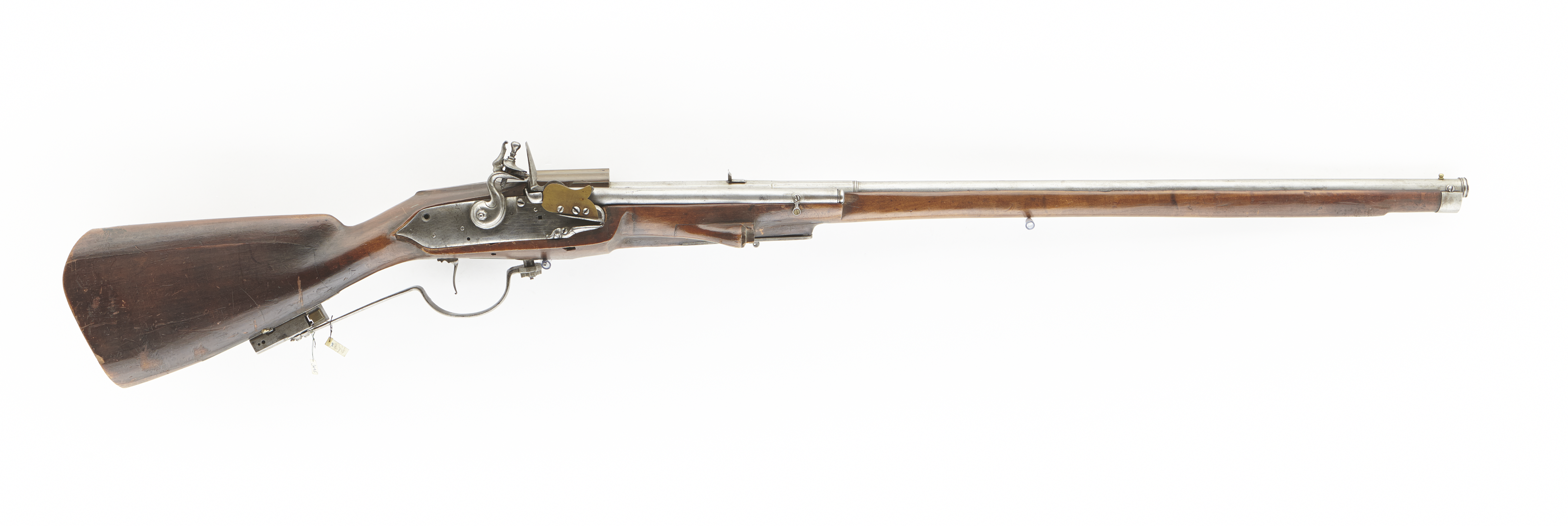
Uma repetidora de Alexander Hartingk. O porta-pólvora pode ser visto preso na parte traseira do guarda-mato; as escotilhas para ele e o estojo principal de pólvora estão faltando. O estojo de pólvora para a caçoleta pode ser visto preso ao cano.

Uma arma Kalthoff gravada com o ano de 1652 leva o nome Cornelius Coster Utrecht. Esta arma tem dois pentes de balas, um no estoque dianteiro e outro na coronha (além de um pente de pólvora). Um tubo cilíndrico atrás do bloco da culatra mantém uma mola helicoidal forte, que empurra contra o bloco da culatra.
Caspar Kalthoff fez uma arma de repetição de pederneira em Londres entre os anos de 1654 e 1665. Esta arma usava uma culatra giratória e foi posteriormente reparada por Ezekiel Baker em 1818. Uma arma idêntica de Caspar também reside no Tøjhusmuseet. Em 1658, Caspar fez um rifle de repetição que apresentava uma culatra deslizante e tinha capacidade para 7 tiros. Harman Barnes também fabricava armas com carregadores em Londres, uma de suas armas usava um bloco de culatra deslizante retangular com duas câmaras (e tinha uma capacidade de 5 disparos), outro usava um sistema de culatra cilíndrica (com capacidade de 6 disparos). A última arma provavelmente foi feita por volta de 1650, embora seja improvável que tenha sido concluída antes de 1651. Esta arma compartilha muitos recursos encontrados em uma das armas de Hendrick Bartmans. É possível que a arma tenha sido simplesmente importada da Holanda e assinada por Barnes, e não tenha sido fabricada por ele. Canhões Kalthoff usando culotes cilíndricos também foram feitos por Jan Flock de Utrecht, alguns dos quais ele anunciou à venda em 1668. O preço por arma era de pelo menos 260 fl.
Caspar Kalthoff, o mais jovem, filho de Caspar Kalthoff Sr., fez armas de repetição na Rússia. Ele chegou à Rússia entre 1664 e 1665, e fez uma arma de fogo de repetição lá em 1665.
Hans Boringholm, um aluno de Mathias Kalthoff, fez armas de repetição para uso de caça. Dois rifles de repetição atribuídos a Boringholm, datados de 1670 e 1671, residem atualmente no Museu Nacional da Dinamarca. Anders Mortensen, um aluno de Boringholm, também fez armas de fogo de repetição. Em uma arma Kalthoff assinada por Mortensen, a passagem de pólvora é um componente separado ao invés de ser parte do mecanismo de ação.
Por volta de 1710, Charles Cousin fez uma arma usando o sistema Kalthoff. Essa arma tinha capacidade para 15 e foi fabricada na França.

## Mecanismo e operação

O ciclo de carregamento de um tipo de culatra cilíndrica de repetidora Kalthoff.

A operação de uma repetidora Kalthoff de culatra deslizante.

Havia duas variações principais do repetidor Kalthoff. O primeiro usava um bloco de culatra retangular com duas ou três câmaras, um depósito de pólvora no estoque e tinha uma capacidade de até 30 cartuchos. Pelo menos uma arma deste tipo também apresentava uma mola helicoidal atrás do bloco da culatra que servia para fechar a lacuna entre ela e o cano. A segunda variação usava um bloco de culatra cilíndrico vertical, pólvora armazenada sob o mecanismo e tinha uma capacidade de até 10 tiros. Essas armas tinham uma tampa removível sobre a culatra, permitindo que a culatra fosse facilmente limpa. Uma variação adicional do Kalthoff usava uma culatra cilíndrica que girava em um eixo paralelo ao cano. O carregador de balas estava situado em uma cavidade cilíndrica na coronha sob o cano. Muitas armas Kalthoff usavam um carregador localizado na cavidade da vareta (resquício das armas de antecarga) e apresentava uma tampa projetada para se parecer com a extremidade da vareta. Este tipo de carregador tinha cerca de um metro de comprimento e podia conter mais de 60 balas de 14 mm. No entanto, quando totalmente carregadas, as balas atingiam cerca de um quilograma de peso, o que alterava o centro de gravidade da arma.
As armas do tipo culatra retangular tinham uma mola plana que se curvava para a direita conforme a culatra era movida, que segurava as balas no carregador conforme a culatra se movia para a direita. A pólvora no depósito pode ser recarregada através de uma escotilha na parte inferior do carregador de pólvora se o depósito de pólvora estiver localizado sob o mecanismo de ação. Em armas Kalthoff com o carregador na coronha, o carregador foi recarregado através de um orifício coberto por uma tampa deslizante na placa de topo, ou através de um orifício descoberto removendo um parafuso na placa lateral esquerda. Algumas armas com um carregador de pólvora na coronha também tinham um parafuso dentro da parte inferior da coronha, que poderia ser girado para bloquear o fluxo de pólvora. O transportador na maioria das armas continha pólvora suficiente (5ccs em um exemplo) para a carga principal e para a preparação da "caçoleta". As tampas com mola do carregador e do depósito de pólvora garantiam que a pólvora só pudesse fluir quando o carregador estivesse alinhado com o depósito ou a passagem de pólvora. O mecanismo de muitoas repetidoras Kalthoff ocupou o espaço normalmente reservado para uma mola principal. Isso teve que ser contornado colocando-o na coronha e conectando-o ao cão usando uma haste, ou montando-o externamente.

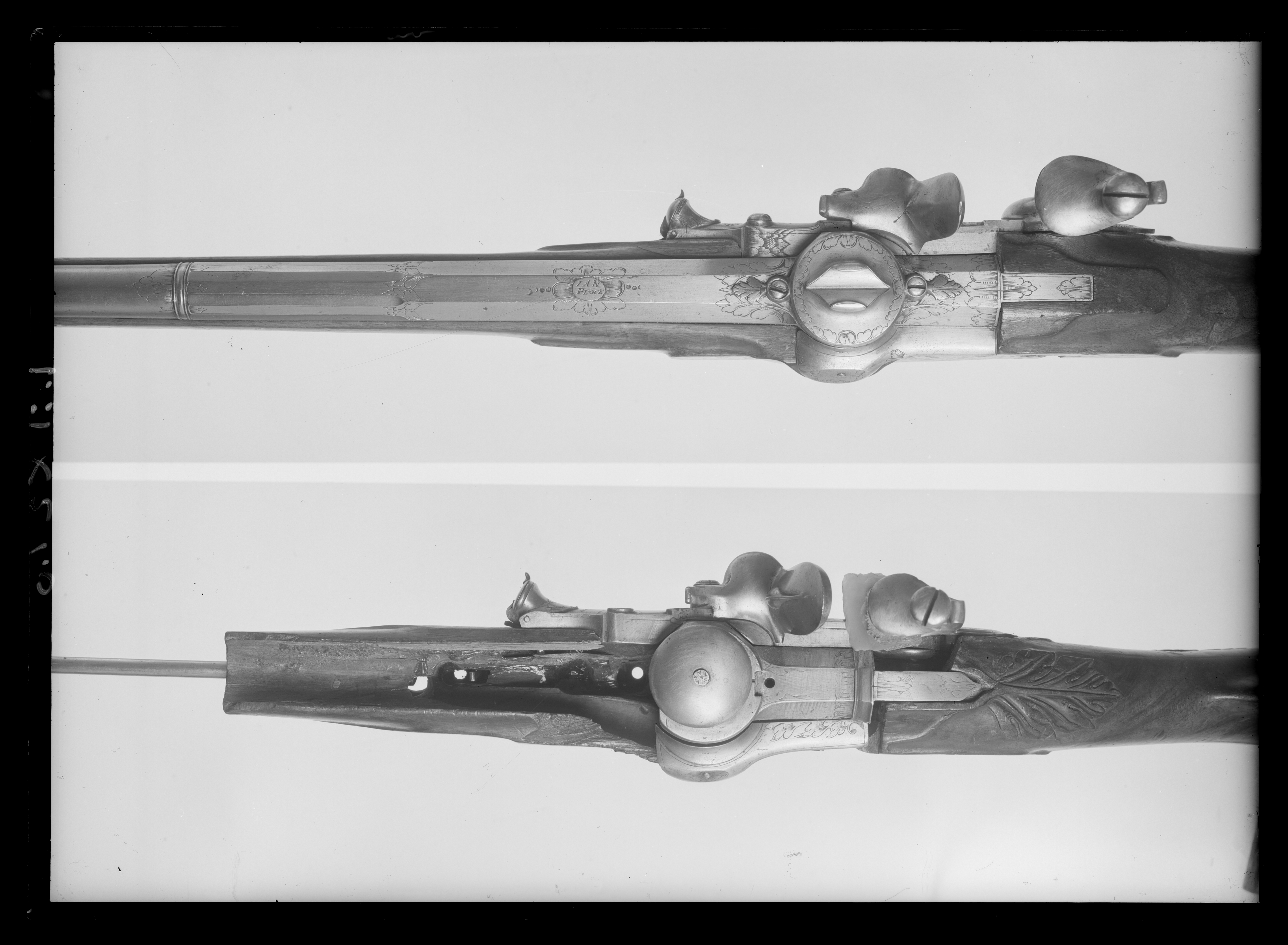
Dois dos repetidores Kalthoff de Jan Flock vistos de cima. O de baixo não tem o cano e a culatra. Devido a isso, o estojo de balas na coronha é visível. A parte superior da culatra cilíndrica também está exposta.

As mesmas duas armas de Jan Flock vistas de baixo. A de baixo tem duas escotilhas; a da esquerda reabastece do depósito de pólvora e da direita o de balas. Na arma de cima está faltando a escotilha para o carregador de balas.

Com o cano voltado para cima, girando lateralmente o guarda-mato aproximadamente 155° para a direita e para trás, depositava uma bala e uma carga de pólvora na culatra e engatilhava a arma (ou dava corda na roda se a arma fosse uma "wheellock"). Em algumas armas, um pequeno gatilho deve ser pressionado antes de girar o guarda-mato. Um carregador preso ao guarda-mato levava a pólvora do carregador para a culatra, portanto não havia risco de uma ignição acidental na reserva. O guarda-mato foi acoplado à culatra cilíndrica por um pino cruzado, ou movido a culatra usando uma roda dentada. Quando a alavanca era girada totalmente para a frente, o suporte se alinhava com um orifício na frente da placa de travamento. A pólvora poderia então fluir através de um túnel na placa de bloqueio e para a culatra. A pólvora fluía diretamente pela culatra para uma cavidade atrás dela, no caso de pistolas de culatras cilíndricas, ou na câmara do meio (ou a mais à direita em variantes de dois canos) em pistolas de culatra retangulares.
No caso de pistolas de culatras cilíndricas, quando a alavanca era girada para trás, um braço de carga no lado esquerdo da arma posicionava uma bala na culatra em frente à pólvora. Em repetidoras Kalthoff com bloco da culatra deslizante, uma bala cairia na câmara mais à esquerda quando a arma fosse apontada para cima, e um êmbolo posicionaria a bala no cano com a câmara esquerda alinhada com o cano. As pistolas de culatra cilíndricas ainda continham um pouco de pólvora na torneira da culatra quando a alavanca era girada para trás; essa pólvora fluiria para a bandeja de preparação assim que a bala fosse inserida. Em pistolas de culatra retangulares, haveria pólvora remanescente na passagem de pólvora que cairia na câmara mais à direita enquanto se deslocava de volta para a esquerda, que então poderia fluir para a caçoleta. Alternativamente, se a culatra tivesse apenas duas câmaras, a pólvora fluiria diretamente da passagem para a caçoleta. Armar o mecanismo e fechar o frizzen foi conseguido por uma barra dentada que fazia interface com uma roda dentada presa à alavanca.

## Utilização
Em 1648, depois que Frederik III sucedeu a seu pai, ele ordenou que a "Guarda da Escânia" fosse equipada com repetidoras Kalthoff. Esta ordem foi cumprida por Peter e Mathias Kalthoff (e possivelmente alguns outros armeiros), e as armas foram emitidas em 1657.
Os Guardas receberam cerca de cem armas (algumas das armas sobreviventes são numeradas por meio de uma gravura na coronha, 108 e 110 sendo as mais altas), e acredita-se que tenham sido usadas no Ataque a Copenhague (1658 - 1659) e na Guerra da Escânia (1675 - 1679). Em 1696, as armas foram retiradas de serviço. O inventário do Royal Armoury de 1775 ainda listava 133 armas de repetição, nessa época elas já eram consideradas antiguidades.
Um guarda-costas real de Karl X Gustav foi equipado com uma repetidora Kalthoff em 1659.

## Falhas
Apesar de ter uma taxa de tiro incrivelmente rápida para a época, a Kalthoff nunca poderia ter se tornado uma arma de fogo militar padrão devido ao seu custo. O mecanismo tinha que ser montado com habilidade e cuidado, e levava muito mais tempo para montar do que uma arma por antecarga comum. Além disso, todas as partes eram interdependentes; se uma engrenagem quebrasse ou emperrasse, a arma inteira ficava inutilizável e apenas um armeiro especialista poderia consertá-la. Precisava de cuidados especiais; incrustação de pólvora, ou mesmo um pólvora ligeiramente úmida, podia entupi-lo. Disparar repetidamente a arma criava um acúmulo de fuligem, tornando a alavanca cada vez mais difícil de operar. Uma vez que era tão caro para comprar e manter, apenas indivíduos ricos e soldados de elite podiam pagar.

## Derivados

### O sistema Klett
O sistema Klett foi outro sistema usado para repetir armas de fogo e foi uma melhoria no sistema Kalthoff. A data mais antiga encontrada em armas usando o sistema é 1652. Os repetidores Klett também usam um guarda-mato giratório horizontalmente para operar a arma. O sistema Klett possui duas culatras de ferrolho rotativo, que funcionam como a culatra do rifle Ferguson. Quando o guarda-mato é virado, as culatras descem e o cilindro traseiro coleta a pólvora de um carregador na coronha, e o cilindro dianteiro coleta uma bala de um carregador no guarda-mão. Uma carabina Klett é descrita como disparando "30 ou 40 tiros" nas memórias do Príncipe Raimund Montecuccoli.

### Rifle de repetição assinado por Michal Dorttlo, 1683
Um repetidor de pederneira, assinado Michal Dorttlo em 1683, usa muitos elementos do sistema Kalthoff. A culatra é um cilindro giratório vertical e o guarda-mato pode ser girado lateralmente para recarregar a arma. No entanto, ele não tem o carregador de pólvora encontrado nas armas Kalthoff e, em vez disso, guarda pólvora e bala na coronha. A arma usa um carregador separado para a caçoleta, mas é aberto e fechado manualmente.